# サンドゥル
サンドゥル（朝: 산들、1992年3月20日 - ）は、韓国の歌手、作詞家、作曲家、ミュージカル俳優である。音楽グループB1A4のメンバーである。本名はイ・ジョンファン(이정환)。身長175cm、血液型A型。WMエンターテインメント所属。

## 人物
- 学生時代に友達と一緒に様々な歌謡祭に参加している中、所属事務所のキャスティングの提案を受けて練習生生活を始めた。
- 練習生生活の中で2010年大韓民国青少年歌謡祭で大賞を獲得した。

### 学歴
- 新南小学校（卒業）
- 河南中学校（卒業）
- 東亜高校（卒業）
  - 明知大学校映画音楽学科（在学）

## 作品

### アルバム

#### ミニ・アルバム
| No. | タイトル                        | 収録曲                                                                                       |
| --- | ------------------------------- | -------------------------------------------------------------------------------------------- |
| 1st | そのまま居て （2016年10月4日）  | 1. そのまま居て 2. 家 3. 僕の幼い頃の話 4. ヤ!(feat. フィイン(MAMAMOO)) 5. 一緒に歩く道      |
| 2nd | 天気の良い日 （2019年06月03日） | 1. 天気の良い日 2. この愛 3. 斜線 4. 雨音 5. Love always you (duet.ゴンチャン) 6. 大丈夫です |
| 3rd | 考えの家 EP.1 （2020年8月5日）  | 1. 夏の日 夏の夜 2. 手紙 3. 小さな箱 4. 怠け者の僕 5. ありがとう                             |

### デジタルシングル
- 「センガクジプ」（考えの家）シリーズ「怠け者な僕」（2020年5月27日）
- 「センガクジプ」（考えの家）シリーズ「小さな箱」（2020年7月2日）
- リメイク「Good Luck」(2025年7月24日)

### コラボレーション
- ユ・スンウの「OPPA」に参加
- ディンディンの「息」に参加
- キャプテンプラネットプロデュース俳優アン・セハ氏の「時にはそうして笑ってもいい」に参加

### 参加アルバム
- Primaryのアルバム「POP」にフィーチャリング参加
- Re:born projectに参加

### ドラマOST
- SBS「神の贈り物－14日」
- KBS 2TV「雲が描いた月明かり」
- KBS 2TV「マンホール」[1]
- tvN「内省的なボス」[2]
- OCN「バッドガイズ」
- KBS 2TV「Lovely Horribly」[3]
- SBS「初対面で愛します」[4]
- KBS 2TV「朝鮮ロコ－ノクドゥ伝」
- tvN「スタートアップ」[5]
- JTBC「先輩、その口紅塗らないで」[6]
- tvN「海街チャチャチャ」[7]
- tvN「無人島のディーバ」[8]
- tvN「禁酒をお願い」[9]

### ゲームOST
- Com2uS Corp「WannabeChallenge」[10]
- onstove 「テイルズランナーアンダーワールド」[11]
- Devsisters「クッキーラン」

### ウェブ漫画OST
- kakao Daum webtoon「趣向狙撃の彼女」Roseong作[12]
- NAVER漫画「昼に浮かぶ月」ヘユム作[13]

## 出演

### ラジオ
- MBC FMラジオ「サンドゥルの星が輝く夜に」

### テレビ
- KBS2TV 「不朽の名曲2」
- MBC「僕らの日曜の夜－覆面歌王」
- SBS「ジャングルの法則 - トンガ編」
- MBC「デュエット歌謡祭」
- KBS2TV「イムマッチュム」
- SBS FiL「私の音楽先生ミンガラバー」

### ウェブドラマ
- 「ロス：タイム：ライフ」

### ミュージカル
- 「兄弟は勇敢だった」ジュボン役（2012年）
- 「千番目の男」ウンソク役（2013年）
- 「ALL SHOOK UP」エルビス役（2014年）
- 「シンデレラ」クリストファー役（2015年9月～11月、2015年12月～2016年1月）
- 「三銃士」ダルタニャン役（2016年4月～）
- 「アイアンマスク」ルイ役、フィリップ役の二役(2018年9月～)
- 「シャーロック・ホームズ：消えた子供」クライブ役(2020年2月～)
- 「1976ハーラン・カウンティ」ダニエル役(2021年5月～)
- 「ネクスト・トゥ・ノーマル（Next to Normal）」ゲイブ役
- 「黒井邸には誰が住んでいるのか」ヘウン役

## 受賞歴
- 2019MBC放送演芸大賞「ラジオ優秀賞」
- 2021第30回ソウル歌謡大賞「バラード賞」